# Чернігівка (Кашарський район)
48°53′24″ пн. ш. 41°18′04″ сх. д. / 48.889963888889° пн. ш. 41.301247222222° сх. д.
Чернігівка - хутір в Кашарському районі Ростовської області.
Входить до складу Первомайського сільського поселення.

## Географія
На хуторі є дві вулиці: Піщана та Таврійська.

## Населення
| Чисельність населення |    |
| --------------------- | -- |
| 2010                  | 33 |